# PEACE MAKER鐵
《新撰組異聞PEACE MAKER》（日语：新撰組異聞PEACE MAKER）是日本漫画家黑乃奈奈繪的日本漫画作品。在月刊Comic BLADE上连载，单行本全5卷。其後推出續篇《PEACE MAKER 鐵》，在2005年春休载，直到2014年重新開始連載。
本作標題東立譯為《和平捍衛隊PEACE MAKER～新撰組異聞～》，而續篇《PEACE MAKER 鐵》譯為《PEACE MAKER 鐵～和平捍衛隊 鐵～》。
2003年改編為電視動畫，全24集。台灣2004年12月06日起，每週一～五 18:30~19:00 超視首播。

## 登場人物
市村铁之助
配音：小林由美子(少年期) 梶裕貴(青年期) ／錢欣郁（台灣）
故事主角，正如其名性格猶如子彈。兒時親眼目睹父母慘遭倒幕激進派吉田稔磨殺害，因而在內心深處留下陰影，為替父母報仇而決定加入新撰組；起初因土方不允許新撰組有復仇之劍存在而被拒絕，但土方看到小铁變成鬼的覺悟後答應，因而成為土方的侍童。原本和烝關係不好，不過在烝的姐姐步慘死後兩人成為朋友，對烝而言小铁等於是第一個朋友。新撰組逮捕古高俊太郎時，小铁因再度見到吉田而想起自身的恐懼，被陰影搞得無法自拔，及時幫助小铁擺脫陰霾的是烝的激勵與山南的回憶，因而前往池田屋接手沖田的戰鬥，對手正是吉田，一番激戰後小铁終於戰勝，原本不死心的吉田被恢復部分體力的沖田砍下頭。祇園祭時與和自己同病相憐的沙夜發誓絕不殺人。
沖田總司（声：齋賀光希）
新撰組的一番隊隊長，號稱新撰組的第一劍技高手，平日帶著笑容迎人，戰鬥時則毫不留情；有時是市村兄弟述說自身過去的旁聽者，詢問土方時得知不讓小铁拿刀的原由後，回想起過去拿刀的自己僅僅九歲。池田屋事件時和吉田交鋒，打到一半時疑似因吐血而敗陣，然後由隨即趕到的小铁接手，恢復部分體力後砍下吉田的頭。
土方歳三
配音：中田讓治／曹冀魯（台灣）
新撰組的副長，人稱「鬼之副長」，顧名思義恐怖的程度猶如魔鬼，對小铁及「相聲三人組」原田、永倉和藤堂而言更是如此，不過對整個新撰組而言又可說是核心之一。起初因不允許新撰組有復仇之劍存在而拒絕小铁入隊，之後看到小铁願意成為鬼的覺悟後答應，讓小铁成為自己的侍童；看起來對周遭的事情漠不關心，實際上對於小铁和沖田的事情極為在意，偶爾會拿自家生產的藥給沖田服用。
市村辰之助（声：上田祐司）
小铁的哥哥，經常為小铁牽腸掛肚，隨時都擔心小铁會闖禍，池田屋事件後亦是如此。原本聽到烝的激勵後氣憤不已打上一拳，不過在烝的說明下才得知自己對小铁的不信任。
近藤勇（声：土师孝也）
山崎烝
配音：樱井孝宏／劉傑（台灣）
新撰組的監察，個性極為冷漠，因而和小铁關係不好，和姐姐步也差不多，實際上從兒時開始很崇拜姐姐步。在某次任務中被敵方女忍者擊敗，因而消沉到試圖自殺，後來因姐姐步的激勵而被阻止。姐姐步是被稱為「結髮之弓」的忍者，但潛入敵營時被拆穿身分遭監禁，為不洩漏新撰組的事情而被活活打死，換句話說姐姐步的死正是之後池田屋事件的導火線；姐姐步慘死後願意聽自己哭著述說真心話的反而是自己最不了解的小铁，因此兩人就此成為好友。池田屋事件爆發時激勵無法自拔的小铁，即使遭辰之助打上一拳也無所謂，後期成為兄弟倆的心理醫生。
原田左之助（声：乃村健次）
藤堂平助（声：鸟海浩辅）
永仓新八
配音：山口胜平／賀世芳（台灣）
斎藤一（声：松山鹰志）
配音：井上伦宏（日本）；林谷珍（台灣）
北村铃
配音：今井由香（日本）；賀世芳（台灣）
小铁在市集交到的好友之一，實際上卻是殺害市村兄弟父母的元凶吉田的侍童，過去親眼目睹哥哥被新撰組殺害，從此痛恨新撰組。原本都不瞭解自己和小铁的身分，之後在島原時小铁再度見到吉田，兩人之間的關係就此產生隔閡。新撰組逮捕古高俊太郎時，小铁因再度見到吉田而想起自身的恐懼，就在吉田要對小铁下殺手時阻止吉田。池田屋事件爆發時被吉田叫離現場求援，但卻沒有人願意去支援，回到現場時眼見吉田被砍下頭頓時崩潰。
明里（声：根谷美智子）
沙夜（声：高桥美佳子）
小铁在市集幫助過的少女，過去因親眼目睹父母慘死而大受刺激到無法開口說話，遇到小铁後就再度嶄露久違的笑容，偶爾也會成為小铁傾訴自己內心話的對象。再度相遇時是在某次山南帶小铁去島原時，小铁意外發現沙夜其實是島原明里的學生，這更拉近兩人之間的距離。
吉田稔麿（声：諏訪部順一）
長州藩的浪士，是倒幕派的核心人物之一，卻也是殺害市村兄弟父母的元凶，之後收留和小铁類似過去的铃，讓其成為自己的侍童。在烝的姐姐步潛入陣營時，似乎一眼就看出步的真實身份，因此也可說是導致步慘死的元凶之一，更就此為池田屋事件埋下伏筆。和坂本似乎是舊識，不過因市村兄弟的父親而在一次見面後疏遠。池田屋事件爆發前將铃獨自留下，戰鬥中將疑似吐血的沖田逼至絕境，不過和隨後趕到接手的小铁一番激戰，之後被恢復部分體力的沖田砍下頭。
坂本龙马（声：江原正士）
土佐藩出身的浪士，經常講著英文搞得周遭人聽不懂，卻有著對世界的崇拜，但卻被視為跟倒幕派同樣的危險分子，和沖田既是好友也是勁敵；似乎是市村兄弟父親的好友之一，和吉田似乎是舊識，不過因市村兄弟的父親而在一次見面後疏遠。

## 出版書籍
新撰組異聞PEACE MAKER
| 冊數 | 艾尼克斯   | 艾尼克斯           | 大然文化       | 大然文化           |
| 冊數 | 發售日期   | ISBN               | 發售日期       | ISBN               |
| ---- | ---------- | ------------------ | -------------- | ------------------ |
| 1    | 1999年10月 | ISBN 4-7575-0094-7 | 2000年11月4日  | ISBN 957255797-1   |
| 2    | 2000年4月  | ISBN 4-7575-0197-8 | 2001年1月6日   | ISBN 957-25-5865-X |
| 3    | 2000年10月 | ISBN 4-7575-0312-1 | 2001年4月7日   | ISBN 957-25-6086-7 |
| 4    | 2001年4月  | ISBN 4-7575-0420-9 | 2001年9月27日  | ISBN 957-25-6571-0 |
| 5    | 2001年9月  | ISBN 4-7575-0513-2 | 2001年11月21日 | ISBN 957-25-6726-8 |
| 6    | 2001年10月 | ISBN 4-7575-0550-7 | 2002年3月27日  | ISBN 957-25-6974-0 |

| 冊數 | Mag Garden    | Mag Garden             | 東立出版社    | 東立出版社         |
| 冊數 | 發售日期      | ISBN                   | 發售日期      | ISBN               |
| ---- | ------------- | ---------------------- | ------------- | ------------------ |
| 1    | 2005年9月10日 | ISBN 978-4-861-27187-8 | 2006年5月22日 | ISBN 986-11-8279-9 |
| 2    | 2005年9月10日 | ISBN 978-4-861-27188-5 | 2006年5月22日 | ISBN 986-11-8280-2 |
| 3    | 2005年9月10日 | ISBN 978-4-861-27189-2 | 2006年6月23日 | ISBN 986-11-8281-0 |
| 4    | 2005年9月10日 | ISBN 978-4-861-27190-8 | 2006年6月28日 | ISBN 986-11-8282-9 |
| 5    | 2005年9月10日 | ISBN 978-4-861-27191-5 | 2006年6月28日 | ISBN 986-11-8283-7 |

PEACE MAKER 鐵
| 冊數 | Mag Garden     | Mag Garden             | 東立出版社     | 東立出版社             |
| 冊數 | 發售日期       | ISBN                   | 發售日期       | ISBN                   |
| ---- | -------------- | ---------------------- | -------------- | ---------------------- |
| 1    | 2002年10月10日 | ISBN 4-90192-611-X     | 2003年7月12日  | ISBN 986-11-2506-X     |
| 2    | 2003年2月10日  | ISBN 4-90192-630-6     | 2003年9月17日  | ISBN 986-11-2507-8     |
| 3    | 2003年7月10日  | ISBN 4-90192-672-1     | 2004年2月2日   | ISBN 986-11-3701-7     |
| 4    | 2004年2月10日  | ISBN 4-86127-013-8     | 2004年9月16日  | ISBN 986-11-3702-5     |
| 5    | 2005年3月10日  | ISBN 4-86127-125-8     | 2005年10月18日 | ISBN 986-11-6828-1     |
| 6    | 2010年11月10日 | ISBN 978-4-8612-7787-0 | 2011年7月12日  | ISBN 978-986-10-6812-1 |
| 7    | 2014年5月14日  | ISBN 978-4-8000-0309-6 | 2018年12月10日 | ISBN 978-986-365-043-0 |
| 8    | 2015年4月14日  | ISBN 978-4-8000-0444-4 | 2019年5月16日  | ISBN 978-986-431-461-4 |
| 9    | 2015年10月14日 | ISBN 978-4-8000-0506-9 | 2021年5月13日  | ISBN 978-957-26-0313-0 |
| 10   | 2016年4月14日  | ISBN 978-4-8000-0557-1 |                |                        |
| 11   | 2016年9月14日  | ISBN 978-4-8000-0616-5 |                |                        |
| 12   | 2017年4月14日  | ISBN 978-4-8000-0676-9 |                |                        |
| 13   | 2017年10月13日 | ISBN 978-4-8000-0725-4 |                |                        |
| 14   | 2018年4月13日  | ISBN 978-4-8000-0761-2 |                |                        |
| 15   | 2018年10月12日 | ISBN 978-4-8000-0802-2 |                |                        |
| 16   | 2019年5月31日  | ISBN 978-4-8000-0864-0 |                |                        |
| 17   | 2020年5月29日  | ISBN 978-4-8000-0980-7 |                |                        |

## 電視動畫
於朝日電視台等自2003年10月7日至2004年3月24日播放全24話。

### 製作團隊
- 原作：黑乃奈奈繪
- 企画：村滨章司（GONZO）、石川真一郎（GDH）
- 企画协力：保坂嘉弘、萩森诚
- 脚本：长谷川菜穗子、山口宏
- 美术监督：佐藤正浩
- 美术设定：田口榮司、佐藤正浩
- 色彩设计：內林裕美
- 撮影协力：真空间、高桥正典
- 编集：肥田文
- 音楽：奥庆一
- 音响监督：龜山俊树
- 音响効果：高梨繪美
- 録音：土屋雅纪、熊仓亨
- 録音助手：田口由加子
- 监督：平田智浩
- 制作：tv asahi
- 制作：新撰组屯所（GONZO、IMAGICA）

### 主題歌
- 片头曲「You gonna feel」
- 作詞、作曲、編曲、歌：HAV
- 片尾曲「HEY JIMMY!」
- 作詞、曲、編曲、歌：HAV

### 各話標題
| 話數       | 日文標題 | 中文標題 | 腳本         | 分鏡              | 演出       | 作畫監督                                |
| ---------- | -------- | -------- | ------------ | ----------------- | ---------- | --------------------------------------- |
| 第一話     | 桜       | 櫻       | 長谷川菜穗子 | 平田智浩          | 平田智浩   | 林明美                                  |
| 第二話     | 志       | 志       | 長谷川菜穗子 | 平田智浩 上坪亮樹 | 上坪亮樹   | 嘉手苅睦                                |
| 第三話     | 紅       | 紅       | 山口宏       | 齊藤哲人          | 稻垣隆行   | 晶貴孝二                                |
| 第四話     | 影       | 影       | 長谷川菜穂子 | 平田智浩          | 加藤顯     | 角田纊一                                |
| 第五話     | 月       | 月       | 山口宏       | 小島正士          | 土屋浩幸   | 酒井和男                                |
| 第六話     | 武       | 武       | 山口宏       | 吉田英俊          | 友田政晴   | 大田和寬                                |
| 第七話     | 鈴       | 鈴       | 長谷川菜穂子 | 奥村吉昭          | 静野孔文   | 嘉手苅睦                                |
| 第八話     | 恋       | 戀       | 山口宏       | 遠藤廣隆          | 遠藤廣隆   | 安彦英二                                |
| 第九話     | 竜       | 龍       | 長谷川菜穗子 | 稻垣隆行          | 稻垣隆行   | 佐藤寿子                                |
| 第十話     | 幽       | 幽       | 長谷川菜穗子 | 牧野吉高          | 牧野吉高   | 金子匡邦                                |
| 第十一話   | 企       | 企       | 長谷川菜穗子 | 吉田英俊          | 西山明樹彦 | 中本尚子                                |
| 第十二話   | 兄       | 兄       | 山口宏       | 小島正士          | 友田政晴   | 大田和寬                                |
| 第十三話   | 眼       | 眼       | 山口宏       | 齊藤哲人          | 犬川犬夫   | 酒井和男                                |
| 第十四話   | 想       | 想       | 長谷川菜穗子 | 遠藤廣隆          | 遠藤廣隆   | 坂田理                                  |
| 第十伍話   | 歌       | 歌       | 山口宏       | 稻垣隆行          | 稻垣隆行   | 嘉手苅睦                                |
| 第十六話   | 偽       | 偽       | 長谷川菜穗子 | 牧野行洋          | 牧野行洋   | 金子匡邦                                |
| 第十七話   | 虚       | 虛       | 長谷川菜穗子 | 吉田英俊          | 土屋浩幸   | 鳥宏明                                  |
| 第十八話   | 雨       | 雨       | 山口宏       | 友田政晴          | 友田政晴   | しまだひであき                          |
| 第十九話   | 空       | 空       | 山口宏       | 齊藤哲人          | 三好正人   | 中嶋敦子                                |
| 第二十話   | 刃       | 刃       | 山口宏       | 遠藤廣隆          | 遠藤廣隆   | 坂田理                                  |
| 第二十一話 | 陣       | 陣       | 長谷川菜穗子 | 小島正士          | 長尾肅     | 金子匡邦                                |
| 第二十二話 | 戦       | 戰       | 山口宏       | 稻垣隆行          | 稻垣隆行   | 酒井和男                                |
| 第二十三話 | 誠       | 誠       | 長谷川菜穂子 | 大橋誉志光        | 犬川犬夫   | 嘉手苅睦 清水博幸 中嶋敦子 川畑えるきん |
| 第二十四話 | 鐵       | 鐵       | 長谷川菜穂子 | 平田智浩          | 土屋浩幸   | 林明美                                  |

## 電視劇
『新撰組PEACE MAKER』於2010年1月在每日放送和東京放送撥出。全10回。
標題是「新的歷史展開」。

### 人物
- 市村鐵之助 - 須賀健太
- 沖田總司 - 柳下大
- 土方歲三 - 谷内伸也
- 市村辰之助 - 古川雄大
- 山崎烝 - 榊原徹士（新撰組リアン）
- 永倉新八 - 松川尚瑠輝
- 原田左之助 - 伊崎右典
- 藤堂平助 - 佐野泰臣
- 近藤勇 - 遠藤章造（ココリコ）
- 山南敬助 - 上山龍司
- 山崎步 - 原幹惠
- 明里 / サラ＝フウマ - 中島愛里
- 沙夜 - 瀧澤史
- 北村鈴 - 野村周平
- 吉田稔麿 - 荒木宏文
- 桂小五郎 - ユキリョウイチ
- 古高俊太郎 - 前田健
- 宮部鼎藏 - 脇崎智史
- 真夜 - 大塚シノブ
- 新撰組隊士 - 森公平、國定拓弥、関義哉、山口純(新撰組リアン)
- 旁白 - ゴブリン（日语：ゴブリン (声優)）

### 工作人員
- 原作 - 黑乃奈奈繪「新撰組異聞PEACE MAKER」（マッグガーデン刊 ブレイドコミックス）
- 劇本 - 山本清史、守口悠介
- 演出 - 山本清史、深迫康之
- 企劃 - 保坂嘉弘、福井政文、竹園元
- 製作人 - 大橋孝史、上野境介、深迫康之
- 制作 - ジョリー・ロジャー
- 製作 - 「新撰組PEACE MAKER」製作委員會／每日放送

### 歌曲
- 主題歌 - +Plus「聲」（ポニーキャニオン）
- 片頭曲 - D「風がめぐる頁」（avex trax）
- 插曲 - 工藤慎太郎「涙ひとつぶ」（コロムビアミュージックエンタテインメント）

| MBS 週五24:34時段 | MBS 週五24:34時段 | MBS 週五24:34時段 |
| ----------------- | ----------------- | ----------------- |
|                   | 新撰組PEACE MAKER |                   |
| 深夜食堂          | 三代目明智小五郎  |                   |
| TBS 週三24:34時段 |                   |                   |
| 深夜食堂          | 新撰組PEACE MAKER | 全種類。          |